# Eleanor Prosser
Eleanor Alice Prosser (1922–1991) war eine amerikanische Theaterwissenschaftlerin, Anglistin, Professorin und Schauspielerin.

## Ausbildung und Werdegang
Sie studierte bis 1941 zwei Jahre lang am Pasadena City College und unterbrach ihr Studium, um mehrere Jahre lang in einer Fabrik zu arbeiten. Danach kehrte sie ans College zurück und erwarb 1950 am Occidental College einen Bachelor of Arts in Sprache und Schauspiel. Anschließend erwarb sie 1957 an der Stanford University den Master-Abschluss in Englisch. Im selben Jahr begann sie eine Lehrtätigkeit als Assistenzprofessorin am San Jose State College. Im Jahr 1960 schloss sie ihre Promotion in Englisch in Stanford ab. Ihr Mentor war Virgil K. Whitaker. Ein Jahr später veröffentlichte sie ihr erstes Buch. Mit ihrem zweiten Buch über Hamlet und die Rache „stieg sie in die erste Reihe der Shakespeare-Wissenschaftler auf.“

## Universitätsposten
- Schauspielunterricht, Occidental College, Los Angeles, 1950
- Assistentin für Anglistik und Theaterwissenschaft, Stanford University, 1953–1956
- Assistenz-Professor, San Jose State College, 1956–1966
- Assistenz-Professor, Theaterwissenschaft, Stanford University, 1966–1981, Ordentliche Universitätsprofessorin ab 1968
- Margery Bailey Professor of Dramatic Literature, Stanford University, 1981–1984

## Bücher
- Drama and Religion in the English Mystery Plays, A Re-Evaluation.  Stanford University Press, 1961.
- Hamlet and Revenge, Stanford University Press, erste Auflage 1967, die zweite erfolgte mit Ergänzungen 1971.
- Shakespeare's Anonymous Editors: Scribe and Compositor in the Folio Text of 2 Henry IV, Stanford University Press, 1981.

## Als Schauspielerin
Von 1952 bis 1954 wirkte sie beim Ashland Shakespeare Festival mit und spielte Beatrice in Viel Lärm um Nichts, Portia in Julius Caesar und Hermione im Wintermärchen. 1961 spielte sie die Hauptrolle in Molieres Die gelehrten Frauen in einer Stanforder Inszenierung. Zum Zeitpunkt ihres Todes arbeitete sie an einem Buch, das Schauspielern mit der Darstellung von Shakespeare-Rollen helfen sollte.

## Einfluss
Der englische Literaturwissenschaftler Geoffrey Bullough (King’s College London) nannte Hamlet und die Rache „ein faszinierendes, brillant argumentiertes und provokantes Buch“. Sie untersuchte Hamlet im Kontext von Theaterstücken zwischen 1562 und 1607, in denen Rache ein Thema ist.
Ihr 1961 erschienenes Buch über die englischen Mysterienspiele wird heute noch als Standardliteratur zitiert.
Das 1981 erschienene Buch über die Diskrepanzen zwischen zwei Fassungen von Heinrich IV. Teil 2 war wegen seiner unkonventionellen Argumente umstrittener, wurde aber von den Kritikern dennoch dankbar aufgenommen. Lester Beaurline (University of Virginia) nannte es „ein gut fokussiertes, energisches und meist überzeugendes Werk, das von Anfang bis Ende voller Elan ist.“

## Auszeichnungen
- Walter J. Gores award for teaching, Stanford University, 1981.